# 数理マルクス経済学
数理マルクス経済学（すうりまるくすけいざいがく、英: Mathematical marxian economics）とは、マルクスの経済学研究（経済学批判）とその後マルクス経済学の形で発展してきた諸理論を、従来のような数値例での例証ではなく、厳密な数学を用いて表現し議論しようとするものである。
数学を用いる利点はいくつかある。ひとつは厳密な形で推論をすすめることができる点である。これまでの権威主義的になりがちな学説研究や政治的要素を含む論争に対して、研究内容や主張を数学で表現することによって，研究や主張の論理の正しさと誤り、また前提が、数学さえ理解すれば誰にでも分かる形で示されることも長所である。さらに自然言語での推論では到達できないような意外なインプリケーションを得られる点がある。そうした成果のひとつとして「一般化されたマルクスの基本定理」があげられる。
現代の（マルクス経済学以外の）経済学が用いている数学的ツールを用いることができ、非マルクス派（主流派）経済学と、いわば「共通の言語」でもって語れることは、マルクス経済学と主流派経済学の間の障壁をなくし、またマルクス派が本来持っていた社会的公正や社会倫理についての志向を、現代的な理論水準で展開できることも見逃せない。

## 歴史
- 「マルクスの基本定理」やその前提となる「投下労働価値概念の数理的定式化」について置塩信雄や森嶋通夫の先駆的研究がある。

## 成果
マルクスの基本定理利潤率が正である為の必要十分条件は搾取率が正である事である。
森嶋-シートン方程式経済が均斎成長経路にあるときの産出比率でもって部門間をウェイト付けすることによって搾取率と均等利潤率の間で，いわゆる森嶋-シートン方程式がなりたち，均等利潤率は搾取率の単調増加連続関数であることが示される。
マルクスの総計一致２命題マルクスのiteration process によって、価値体系が生産価格体系に収束することを示した（いわゆる「転形問題」の肯定的解決）。
一般的商品搾取定理（一般化されたマルクスの基本定理）「マルクスの基本定理」を拡張し、労働搾取の存在と任意の商品の搾取の存在の同値性を示したもの。この定理により、「マルクスの基本定理」が示したとされる、労働の搾取が正の利潤の唯一の源泉である主張は根拠を失う（労働搾取は、労働商品でない任意の商品の「搾取」と取り替え可能となるから）、とされる。これを論証したボウルズとギンティスは穀物や金属などといった資源の搾取をあらわす剰余価値説として「エネルギー価値論」と名付けた。しかし，これについては，労働以外の財の投下価値規定は意味がない旨の批判がある。また、近年では置塩と森嶋とは別の定式化をすることで総計一致２命題とマルクスの基本定理が成立し、一般的商品搾取定理が成立しないNew Interpretation学派の労働搾取定理も注目を浴びている。

## 研究者
- 森嶋通夫
- 置塩信雄
- 高増明
- 佐藤隆
- 松尾匡
- 吉原直毅
- 大西広
- 和田豊